# Rodret i Örnsköldsvik
Rodret i Örnsköldsvik AB är ett svenskt förvaltningsbolag som agerar moderbolag för de verksamheter som Örnsköldsviks kommun har valt att driva i aktiebolagsform. Bolaget ägs helt av kommunen.

## Bolag
Källa: 
- AB Övikshem (100%)
- Innovation Örnsköldsvik AB (delägd)
- Miljö och Vatten i Örnsköldsvik Aktiebolag (100%)
- Örnsköldsvik Airport AB (100%)
- Örnsköldsviks Hamn och Logistik AB (100%)
- Övik Energi Aktiebolag (100%)